# Francisco Labastida Ochoa
Francisco Buenaventura Labastida Ochoa (Los Mochis, Sinaloa; 14 de agosto de 1942) es un economista y político mexicano. Fue candidato a la presidencia de México por el PRI en las elecciones federales de 2000, quien se convirtió en el primer candidato presidencial de su partido en perder una elección presidencial.
Su padre, Eduardo Labastida Kofahl, fue médico cirujano originario de Jalisco, nieto de Francisco Labastida Izquierdo,  gobernador de Jalisco en 1920, y bisnieto del general Francisco Labastida Bravo. Su abuelo materno fue Zacarías Ochoa y su tío abuelo José María Ochoa. Es hermano del filósofo mexicano Jaime Labastida.

## Educación
Labastida fue graduado en economía de la Universidad Nacional Autónoma de México (UNAM). Realizó además estudios de posgrado en Santiago de Chile en el Instituto Latinoamericano de Planeación Económica y Social de la Comisión Económica para América Latina y el Caribe sobre Planeación de la Educación.

## Carrera política
Fue militante del Partido Revolucionario Institucional (PRI) entre 1964 y 2024, siendo miembro del gabinete del presidente Ernesto Zedillo (1994-2000) como secretario de Gobernación; secretario de Agricultura, Ganadería y Desarrollo Rural, y director general de Caminos y Puentes Federales (CAPUFE). Ha sido además embajador de México ante Portugal. Fue también gobernador de su natal Sinaloa (1987-1992),derrotando a Manuel Clouthier del Partido Acción Nacional. Durante y después de su mandato como gobernador, Labastida fue acusado de proteger a los narcotraficantes sinaloenses y pasar por alto sus actividades. Secretario de Energía, Minas e Industria Paraestatal, y Subsecretario de Programación y Presupuesto.
Fue el primer candidato presidencial del PRI en haber perdido en una elección, siendo su opositor el exgobernador de Guanajuato, Vicente Fox Quesada del Partido Acción Nacional (PAN), quien ganaría la contienda, aceptando inmediatamente su derrota tras la publicación de los primeros datos preliminares.
Es presidente del Centro de Estudios para el Desarrollo de México y fue Senador por Sinaloa durante el sexenio 2006-2012, del cual estuvo presente en la LX y LXI Legislatura del Congreso de la Unión de México del Senado de México.

## Publicaciones
- Las Razones de la Política
- Planeación para el Desarrollo
- La Duda Sistemática (2024)

## Condecoraciones
- Orden Nacional del Mérito Gran Oficial, del gobierno de Francia.
- Gran Cruz de Brasil.
- Medalla de la Suprema Corte de Justicia de México.